# Povijest Japana
Japanska povijest je povijest Japana od prapovijesti, preko prvih otočnih kraljevstava, ujedinjenog Japanskog Carstva do današnje moderne države.

## Prapovijesni Japan
Najraniji arheološki nalazi ljudskih tragova stari su oko 30.000 godina. U to vrijeme japansko otočje je još uvijek bilo kopnenom masom povezano s Istočnom Azijom, stvarajući prsten od Sibira do Koreje (Sahalin na sjeveru, i vjerojatno Kyushu na jugu) oko današnjeg Japanskog mora koje je tada bilo jezero, i omogućujući migracije (selidbu) ljudi, životinja i biljaka na japanski arhipelag iz prostora današnje Kine i Koreje. Topljenjem ledenjaka na kraju Ledenog doba prije 15.000 godina podiglo je razinu mora i stvorilo četiri glavna japanska otoka: Hokkaidô, Honshû, Shikokû i Kyûshû. Nedugo nakon toga, paleolitski narodi su ustuknuli ispred neolitskih lovaca-sakupljača koji su stvarali kameno oruđe i postupno savladali lončarstvo. Skorašnji znanstveni nalazi potvrđuju da su neki primjerci japanske lončarije stariji od 10000. pr. Kr., što ih čini najstarijima na svijetu.
Naposljetku su se ti neolitski narodi posvetili poljoprivredi i počelo je najranije poglavlje japanske povijesti, tzv. Jomon razdoblje.

### Jomonsko razdoblje(12.000. pr. Kr. –300. pr. Kr.)
Razdoblje je dobilo ime prema ukrasima na lončariji koji su nastali tiskivanjem vrpce na mokru glinu (japanski:縄文時代, jōmon-jidai = "vrpčasti ukrasi"). Narodi jomonske kulture su na otoku Honshuu ustanovili uspješnu lovačko-skupljačku kulturu jer su bili zaštićeni od invazija s azijskog kopna i imali su neiscrpne zalihe hrane. Smatra se da je jomonska populacija preteča protojapanske i ainuske populacije. Oko 5000. pr. Kr. pojavila se poljoprivreda s glavnim kulturama graha, dok se riža pojavila tek oko 1000. pr. Kr. No, jomonski su narodi ipak ostali više lovci i skupljači koji su živjeli u malenim zajednicama od 10 do 12 kuća, obrađivali kameno oruđe i uživali miran život u kojemu su se mogli posvetiti bogato ukrašenoj lončariji.
U srednjem jomonskom razdoblju (2500. – 1500. pr. Kr.) posude su postale veće i svaka obitelj je želila da ima originalno ukrašenu keramiku, te su tako nastale posude neobičnih izvijenih organskih oblika. Tada se javljaju i prvi prikazi ljudi u keramici (tzv. figure dogu ).
Prema predaji, počeci japanske povijesti zadiru u 660. pr. Kr. kada je Jimmu Tenno utemeljio japansku državu.

### Razdoblja Yayoi i Kofun (330. pr. Kr. – 552.)
Za vrijeme razdoblja Yayoia (japanski: 弥生時代, Yayoi-jidai, oko 300. pr. Kr. – 300.) izbjeglice iz Koreje promijenili su Japan u potpuno ratarsku zemlju s glavnom kulturom riže. Oni su donijeli i komplicirane oblike društva i uprave: nastala su veća naselja (kuće od drveta i krovovi od slame), javila se obrada bronce (ceremonijalni predmeti i velika zvona), napredna obrada (proizvodnja) keramike, podjela rada, društvenu organizaciju s izrazitom hijerarhijom i centraliziranu upravu.
Japan se prvi put spominje u kineskim zapisima iz 3. stoljeća. U njima se navodi da je otočje podijeljeno u niz malih kraljevstava, od kojih su neka odana kineskom caru, a većina ih priznaje duhovno vodstvo carice Himiko. U sljedeća tri stoljeća carevi (vjerojatno potomci carice Himiko) su ujedinili većinu Japana (država Yamato) pripajajući ili uništavajući ostale vodeće obitelji, i dolazi do čak japanskog širenja u Koreji. Najduže su odolijevala plemena na krajnjem jugo-zapadu i sjevero-istoku Japana. Naposljetku manje državice priznaju vlast Japana, a druge postaju njegovi saveznici.
U razdoblju Kofun, japanski: 古墳時代, kofun-jidai = vrijeme velikih grobnica (300. – 552.), ustanovile su se odlike japanske kulture koja se počinje razlikovati od kineske ikorejske. Počinje obrada željeza (noževi), uprava se još više centralizira (nastaje carski sustav koji je i danas snažan u Japanu) što se vidi po velikim kraljevskim grobnicama, i javlja se šintoistička religija. Još i danas se posjećuju ista šintoistička hodočasnička mjesta (Torii), a drveni spomenici se redovito obnavljaju, potpuno ista, posljednjih 2000 godina (npr. Hram Ise, jugoistočno od Tokya).

## Razdoblje Asuka (552.–646.)
U 5. stoljeću Japan prima kinesko pismo, a u 6. stoljeću dolazi i budizam, koji osobito jača za vrijeme carice Suio-ko (593. – 628.). Preko korejskog kraljevstva Baekje Japan je upoznao kineski sistem pisanja, budizam i ostale tekovine kineske kulture, čime nastaje pisana japanska povijest.
Reformamaza razdoblja Taika (645. – 650.) započinje razdoblje tzv. činovničke države po uzoru na Kinu. U to vrijeme jača centralizam, državne činovnike postavlja car, vrhovna uprava zemlje je u rukama vlade i velikog kancelara, a pokrajinama upravljaju carski namjesnici. Po prvi put jedan grad Heijokyo (Nara) postaje stalno sjedište Cara i vlade. Pod kineskim utjecajem razvija se umjetnost i književnost.

## Razdoblje Nara (710.–784.)
Preseljenjem prijestolnice 784. u Nagaoku i 794. u Heian-Kyo (Kyoto) počinje novo doba japanske povijesti.

## Razdoblje Heian (784. – 1185.)
Razdoblje Heian je klasično "zlatno doba" japanske dvorske kulture. Ono počinje 794. god. kada je 50. car Kanmu (736. – 805.) preselio svoju prijestolnicu iz Nare u Heian-kyo ("Grad mira"), danas poznat kao Kyoto ("Glavni grad"). Tada su ga zvali Miyako ("Carska prijestolnica"). Do tada su carevi često mijenjali mjesto svojih prijestolnica, ali je s vremenom to postalo preskupo. Dakle, prvu stalnu prijestolnicu Japan je dobio slučajno a ne planski. Vremenom je dvorska aristokracija izgubila dodir s pukom i drugim slojevima društva, a u međuvremenu se izdigao stalež ratnika, vojnika i lokalnih plemića. Oko 900. Japan prekida svoje veze s Kinom (u kojoj je zavladala tunguska dinastija Liao) i japanska kultura se počinje razvijati samostalno. Položaj cara slabi, a jača status nasljednog, činovničkog i vojničkog plemstva. Moćni rod Fujiwara preuzima stvarno vodstvo u zemlji i zadržava ga puna dva stoljeća. U drugoj polovici 11. stoljeća jačaju vojnički plemići rodova Taira i Minamoto, koji se međusobno bore za vlast. Pobjedom kod Da-no-ura 1185. god. rod Minamoto stječe prevlast i ujedno označava kraj japanske činovničke države. Vlast preuzima vođa roda Minamoto, Yoritomo, koji od cara dobiva naslov nasljednog šoguna.
U Heianu se odvijao Genpeiski rat (1180. – 1185.).

## Razdoblje Kamakura (1185. – 1333.)
Početak Kamakura perioda je također bitan jer je 1191. god. budistički redovnik Eisai Zenji (poznat i kao Myoan Eisai tj. Yosai te kao Senko ili Zenko Kokushi tj. "učitelj nacije", 1141. – 1215.) iz Kine donio znanje o zenu (kineski: cha'n, u Indiji poznat kao Dhyana na sanskrtu), tj. budizam (Japanci koriste izraz Budin put ili Put Bude). Nakon pet godina boravka u Kini, Eisai je prenio "pečat svijesti" po tradiciji Huang-Lunga, a "Inku" (dokaz o prosvijetljenosti i potvrdu da može naučavati zen budizam) je dobio od kineskog cha'n majstora Oryo linije Rinzai zena, Hsu-an Huai-chana (japanski: Kian Esho ili Echo, poznat i kao Kyoan, živio u 12. st.)
Prvi šogun Yoritomo (tj. "general koji je pobjedio barbare") premješta prijestolnicu u Kamakuru, kraj današnje Yokohame, i nastaje razdoblje Kamakura (koje je nazvano Bakufu tj. "vlada pod šatorom") u kojemu car ima samo formalnu vlast. Japan postaje tipična feudalna država u kojoj su velikaši (daimyo) vazali šoguna, a ratnici samuraji vazali velikaša. Nakon Yoritomove smrti stvarna vlast 1199. god. Prelazi na rod Hojo, koji za šogune iz obitelji Minamoto obavljaju nasljednu dužnost regenata.
Godine 1274. i 1281. u Japan pokušavaju prodrijeti Mongoli pod Kublaj-kanom, no njihovu mornaricu uništava tajfun (kamikaze, božanski vjetar). Godine 1333., car Godaigo obara vlast roda Hojo, ali uskoro njegov vojskovođa Ashikaga Takauji svojem rodu osigurava nasljedni Ashikaga šogunat (1336.).

### Restauracija Kenmu (1333. – 1336.)
Restauracija Kenmu (Kemmu) (japanski 建武の新政, Kenmu no shinsei) (1333. – 1336.) je ime za trogodišnje razdoblje japanske povijesti koje je bilo između razdoblja Kamakure i razdoblja Muromachija i za političke događaja u tom razdoblju. Japanski je car Go-Daigo pokušao restaurirati carsku kuću i plemstvo na vlast, čime bi ujedno vratio i civilnu vlast nakon skoro stoljeća i pol vojne vlasti.  Pokušaj nije uspio opstati. Nakon njega uslijedio je šogunat Ashikaga koji je trajao od 1336. do 1575. godine. Ovo je bilo zadnji put da je car imao ikakvu vlast sve do restauracije Meiji 1867. godine.

## Razdoblje Muromachi ili Ashikaga (1392. – 1568.)
Razdoblje Muromachi je nazvano tako po četvrti u Kyotu u kojoj je bio smješten glavni štab klana Ashikaga. Oni su ga ustoličili nakon 1333. godine kada su ušli u Kyoto i nakon što su spalili Kamakuru, sjedište Kamakura šogunata. Početak razdoblja Ashikaga (1392. – 1573.) obilježavaju duge borbe za carsko prijestolje između tzv. sjeverne i južne dinastije. Unutarnjim previranjima koristilo se pokrajinsko plemstvo koje sebi osigurava vlast nasljednih teritorijalnih knezova. U 16. stoljeću Portugalci otkrivaju Japan, a 1549. god. dolaze i prvi katolički misionari (sv. Franjo Ksaverski). Sredinom 16. stoljeća trgovci iz Portugala, Španjolske, Nizozemske i Engleske (japanski: "Naban", Južni barbari) pokrenuli su period aktivne trgovine i kulturne razmjene između Japana i Zapada. Japan je počeo upotrebljavati i proizvoditi zapadno oružje, koje postaje ključan faktor za ujedinjenje države s Toyotomi Hideyoshijem (1536. – 1598.) na čelu.
Slabljenjem vlasti roda Ashikage obnavljaju se unutarnje borbe, koje su trajale do početka 17. stoljeća.

## Razdoblje Momoyama (1568. – 1603.)
Moćni plemić Oda Nobunaga oborio je posljednjeg šoguna iz roda Ashikage i 1573. god. započeo sjedinjenje zemlje. On je podupirao kršćanstvo kao protutežu budizmu. Sjedinjenje Japana okončao je njegov vojskovođa Toyotomi Hideyoshi (1582.), koji od cara stječe naslov velikog državnog kancelara. Godine 1592. Hideyoshi šalje svoje snage u invaziju Koreje u nadi da će konačno osvojiti Kinu. Trupe samuraja s borbenim iskustvom i velika količina oružja donijeli su uspjeh. Za mjesec dana Japanci su kontrolirali skoro cijelu Koreju. Ipak, združene korejske i kineske snage pobjeđuju japanske invazijske snage zbog velike izdržljivosti i napredne korejske flote. Korejski admiral Yi Sun-sin je pobijedio 133 japanska broda s 12 "brodova-kornjača" - prvim borbenim brodovima u svijetu. Pomoću njih su prekinuli opskrbu što je dovelo do poraza invazijskih snaga. Naposljetku je i Hideyoshijev pohod na Koreju 1598. god. okončan neuspjehom i njegovom smrću. Za njegova maloljetnog sina Hideyorija vlast obnaša peteročlano vijeće regenata. Tokugawa Iejasu je porazio ostale članove vijeća i osigurao svojemu rodu nasljedni šogunat, čime nastaje doba šogunata Tokugawa.

## Šogunat Tokugawa ili razdoblje Edo (1603. – 1868.)
Godine 1600., u bitci za Sekigaharu, šogun Tokugawa Ieyasu je pobijedio svoje neprijatelje i 1603. godine je osnovao šogunat Tokugawa. Seli prijestolnicu iz Osake u malo ribarsko selo Edo (ili "Yeddo"), sad poznato kao Tokyo ("Istočna prijestolnica").
Godine 1637. – 38. krvavo je ugušen ustanak kršćana u Shimabari, čime počinje sustavno iskorjenjivanje kršćanstva, te potpuno zatvaranje Japana pred svim stranim kulturnim utjecajima. Prekinuli su sve veze s Europljanima, osim vrlo ograničenih kontakata s protestantskim nizozemskim trgovcima na otoku Dejima, a kineskim brodovima je bio dopušten ulaz u Nagasaki i Koreju zbog diplomatskih odnosa s glavnim gradom. Društveno ustrojstvo počiva na staleško-feudalnoj osnovi, uspostavljen je sustav jakog nadzora činovničkih i vojnih struktura, a apsolutnu vlast u zemlji imaju šoguni. Godine 1854., američki komodor Matthew C. Perry (uz demonstraciju vojne sile) sklapa sa šogunom Yoshinobuom Tokugawom trgovački ugovor Kanagawa čime su za SAD otvorene neke japanske luke i prekinut japanski izolacionizam. Slični ugovori su uslijedili s Velikom Britanijom, Rusijom, Nizozemskom, Francuskom, Pruskom i dr. Tijekom nekoliko godina obnovljeno je trgovanje sa Zapadom. Samuraji su u tome vidjeli znak slabosti šogunove vlasti i uslijedio je Boshin rat od 1867. do 1868. godine. Godine 1868., šogun je primoran na odstupanje, čime je car preuzeo svu vlast i započelo je prosvjetiteljsko doba – razdoblje Meiji.

## Japansko Carstvo Meiji (1868. – 1945.)
Za razdoblja Meiji dokinut je feudalni sustav, započeo je brzi gospodarski razvoj Japana, okončana je teritorijalna razdijeljenost zemlje i izvršen je upravni preustroj i modernizacija vojske. Od 1870-ih Japan se uključuje u podjelu interesnih područja.
Kao rezultat Prvog kinesko-japanskog rata i Rusko-japanskog rata, Japan je kontrolirao Tajvan i pola Sahalina, a kasnije je pripojio Koreju (1910. godine).
Ranih godina 20. stoljeća Japan povećava utjecaj i proširuje vojsku, što dovodi do invazije Mandžurije i Drugog kinesko-Dapanskog rata (1937. godine). Japan zatim sklapa Trojni savez s Njemačkom i Italijom.

### Drugi svjetski rat
Japanske vođe su smatrale da je potrebno napasti američku mornaricu u Pearl Harboru (1941.) da bi se osigurala japanska nadmoć u jugoistočnoj Aziji. Ipak, ulaz Sjedinjenih Američkih Država u drugi svjetski rat je poremetio ravnotežu na Pacifiku na štetu Japanaca. Nakon duge pacifičke kampanje Japan 1945. gubi Okinawu u napredovanju američkih snaga što dovodi američke snage pred vrata Japana. Atomsko bombardiranje Hirošime i Nagasakija dovodi do bezuvjetne predaje Japana Sjedinjenim Američkim Državama 15. kolovoza 1945. godine.

## Japan danas (1946. - )
Japan je u Drugom svjetskom ratu izgubio sva osvojena područja te se njegov državni teritorij sveo isključivo na prostor japanskog otočja, koji su zaposjele savezničke američke postrojbe. Car Hirohito je 1946. god. bio primoran odreći se „božanskog podrijetla“ i prihvatiti ustavnu monarhiju, te je na izborima koji su uslijedili pobijedila Liberalna stranka. Japanski ustav donesen je 1947. god., čime je ukinuto nasljedno plemstvo, uvedena su građansko-demokratska prava, preustrojen je parlament i demokratizirane su političke stranke. Liberalna stranka je pobjeđivala do 1954. god. i dala je brojne predsjednike vlade.
Potkraj 1948. god. u Tokyju djeluje Međunarodni vojni sud za počinitelje ratnih zločina. Godine 1951. savezničke države (osim SSSR-a i zemalja Varšavskog ugovora) potpisale su mirovni sporazum s Japanom, čime je završena američka okupacija Japana. Odnosi sa SSSR-om regulirani su tek sporazumom u Moskvi 1956. god.
Otoci Ryukyu ostaju pod vlasništvom SADa do 1972. da bi stabilizirali istočnu Aziju, i vojska ostaje tamo i danas. Takav preobrat uključuje i spor oko otoka Senkaku, kojeg traže Kina i Tajvan. Kurilski otoci na sjeveru Hokkaida, koje je Sovjetski savez zauzeo pred kraj drugog svjetskog rata, još uvijek ostaju sporno područje i Japan i dalje zahtijeva njihov povrat. Japan osporava kopno nad hridima Liancourta zajedno s Južnom Korejom, koja okupira područje bogato ribom.
Godine 1955. sjedinjuju se Demokršćani i Liberalna stranka u Liberalno-demokratsku stranku koja ima najveći utjecaj u političkom životu zemlje. Uslijedilo je razdoblje vrlo visokoga gospodarskog razvoja (iznad 10% tijekom 60-ih godina) što je učinilo Japan gospodarskom supersilom. Uspjeh Olimpijskih igara u Tokiu 1964. godine postao je znak da je Japan napokon ponovo dobio svoj nacionalni status.
Nakon naftne krize 1973. god. Japan se najbrže oporavio. U razdoblju od 1974. – 85. japansko je gospodarstvo raslo 4,3 % brže od bilo koje druge zemlje OECD-a.
Nakon smrti cara Hirohita, 7. siječnja 1989. god., nasljedio ga je njegov sin Akihito, čime završava razdoblje Showa a započinje novo razdoblje Heisei koje traje i danas.
Ranih 90-ih godina Japan je imao najsnažnije gospodarstvo na svijetu s najvećim nbruto nacionalnim dohotkom po stanovniku i najvećim posjedovanjem strane imovine i dugova.
Godine 2003., premijer Junichiro Koizumi odlučuje da će poslati vojsku u Irak, što je prvo vojno djelo Japana bez slaganja UNa nakon dogovora prije skoro 50 godina.